# KSLV-1

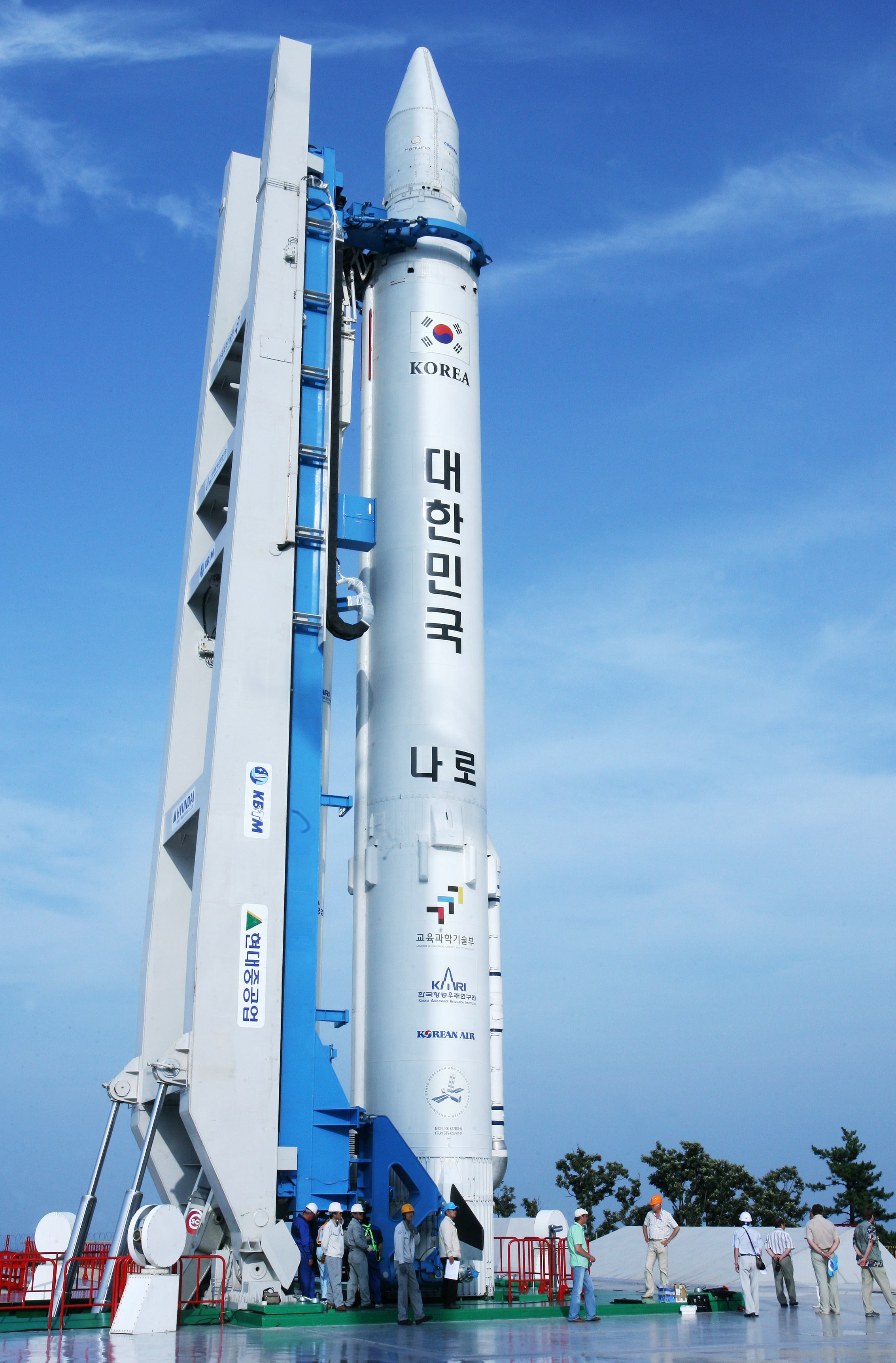
KSLV-1

KSLV-1 — перша південно-корейська ракета-носій. Має два ступені: перший — розроблений російськими інженерами, а другий — власного виробництва.

## Створення, перспективи
Ракета створена Корейським інститутом аерокосмічних досліджень (KARI) спільно з авіакомпанією Korean Air і російським космічним Центром імені Хрунічева. За повідомленнями південнокорейських ЗМІ, KSLV-1 на 80 % повторює ракету-носій «Ангара», створювану в НПЦ ім. Хрунічева. Ракета виведе на орбіту супутник масою 100 кг.
3 квітня 2008 — проведені стендові тестування другого ступеня, без фізичного старту ракети.
В грудні 2008 — планувалось здійснити перший запуск, який перенесено на липень 2009. За задумом науковців, ракета-носій, з космодрому Наро виведе на орбіту Землі супутник STSAT-2.
25 серпня 2009 року Південна Корея спробувала запустити в космос свою першу ракету-носій KSLV-1 (Korea Space Launch Vehicle-1). Таким чином, Південна Корея мала змогу стати десятою країною, яка запустила супутник з власної території.
Перший розгінний рідкопаливний ступінь ракети виготовлений в Росії НПЦ ім. М. В. Хрунічева і НВО «Енергомаш». Другий твердопаливний ступінь і супутник створені південнокорейськими інженерами на базі власних технологій.
Місце запуску — новий південнокорейський космодром Наро, розташований на острові Венародо в провінції Чолла-Намдо на південно-заході Корейського півострова.
Запустивши KSLV-1, Південна Корея може стати десятою країною у світі, що запустила супутник з власної території. Далі космічний центр Наро планує розпочати створення ракети KSLV-2, яка буде повністю складатися з компонентів, виготовлених південнокорейськими інженерами. При цьому заплановано використовувати досвід, накопичений при взаємодії з російськими фахівцями.

## Запуски
25.08.2009 — проведено перший запуск, закінчився невдачею. На борту ракети перебував перший корейський супутник зв'язку. Спочатку повідомлялося, що супутник вийшов на орбіту, правда, нерозрахункову (~360 кілометрів замість 302). Пізніше надійшли повідомлення, що супутник на орбіту не вийшов і згорів в атмосфері. Як причини невдачі вказують збій при відділенні головного обтікача: одна з його стулок залишилася зі ступенем, що призвело до істотного недобору швидкості (~6200 м/с замість першої космічної швидкості).
10.06.2010 — зроблений другий запуск, теж невдалий. Перший ступінь ракети для другого запуску була доставлена 4 квітня 2010 з Ульяновська в корейський порт Пусан. Ракета змогла піднятися за 137 секунд на висоту близько 70 км, потім зв'язок з ракетою було втрачено. Аварія сталася на етапі роботи першого ступеня російського виробництва, за 78 секунд до скидання головного обтічника. Був втрачений супутник STSAT-2B. За записами з бортової відеокамери припускають, що ракета вибухнула.
В офіційному повідомленні ГКНПЦ ім. Хрунічева з цього приводу зазначено, що для з'ясування причин аварії буде створена спільна комісія, до якої увійдуть російські і південнокорейські спеціалісти. Були оприлюднені відеоматеріали аварії. У серпні 2011 року заступник гендиректора ЦНДІМАШ Микола Панічкін коротко розповів про результати роботи спеціальної російської комісії, що вивчала цю аварію. Зі слів Панічкіна, комісія однозначно встановила, що російський ступінь, як вперше, не винна, і причиною аварії була помилкова робота другого (через передчасний запуск двигунів другого ступеня), корейського, ступеня. Акт комісії було передано в Роскосмос.
Третій запуск південнокорейської ракети KSLV-1, через витік в першому ступені відкладений на період з 9 до 24 листопада. Ракета повинна була стартувати 26 жовтня вранці з космічного центру Наро. Однак за кілька годин до запуску під час закачування гелію було виявлено витік в першому ступені, створеної в російському Центрі імені Хрунічева. Це була третя спроба запустити ракету після двох невдалих запусків у 2009 і 2010 роках. В понеділок ході засідання відповідального комітету з підготовки до запуску ракети KSLV-1 було вирішено, що нова спроба запуску ракети відбудеться між 9 і 24 листопада. Запуск відбувся 30 січня 2013 року.